# Vibrissina albopicta
Vibrissina albopicta là một loài ruồi trong họ Tachinidae.